# Ватага (Илиноис)
Ватага (енгл. Wataga) град је у америчкој савезној држави Илиноис.

## Демографија
По попису из 2010. године број становника је 843, што је 14 (-1,6%) становника мање него 2000. године.
| Група             | 2000.       | 2010.       |
| Белци             | 834 (97,3%) | 802 (95,1%) |
| Афроамериканци    | 3 (0,4%)    | 7 (0,8%)    |
| Азијати           | 1 (0,1%)    | 1 (0,1%)    |
| Хиспаноамериканци | 11 (1,3%)   | 20 (2,4%)   |
| Укупно            | 857         | 843         |